# Александър Спасов (химик)
Александър Василев Спасов е български химик-органик, професор (1947) и член-кореспондент на Българската академия на науките (1961) с приноси в областта на металоорганичната химия, органичния синтез и стереохимията на ароматните бис-хидразони.

## Биография
Александър Спасов е роден на 21 септември 1905 година във Враца в учителско семейство. Двамата му родители са преподаватели в основни училища в родния му град. Баща му Васил Спасов става служител в Българска народна банка и семейството се премества в София.
През 1924 г. Александър Спасов завършва Трета мъжка гимназия в София. Едновременно с гимназиалното си образование посещава като извънреден ученик инструменталния отдел на Музикалната академия, специалност цигулка. През 1929 г. завършва специалност химия във Физико-математическия факултет на Софийския университет „Св. Климент Охридски“, а през 1930 г. получава научната степен „Доктор по химия“ в същия факултет. След докторската защита специализира през 1930 – 1932 г. във Висшето техническо училище в Мюнхен (днес: Мюнхенски технически университет).
След завръщането си продължава да работи в Катедрата по органична химия на Софийския университет „Св. Климент Охридски“ като волнонаемен командирован учител (от началото на 1933 г.), редовен асистент (от юли1933 г.), редовен доцент (1938 г.) и извънреден професор (1942 г.) до 1946 г. От 1947 г. вече като редовен професор завежда Катедра по медицинска химия на Висшия медицински институт, София (до 1970 г.).
През 1961 г. проф. А. Спасов е избран за член-кореспондент на Българската академия на науките. От 1963 до 1982 г. ръководи и Секция по антиметаболити в Централната биохимична лаборатория (ЦБХЛ) при БАН (днес Институт по молекулярна биология „Академик Румен Цанев“, БАН) и продължава да се занимава активно с научна дейност до 1984 г.
Александър Спасов е женен (1937) за Вера Спасова (Софрониева). Имат две деца – Васил и Олга.

## Научни приноси
Изследователската дейност на професор Спасов започва през 1929 г. в Катедрата по органична химия на Физико-математическия факултет на Софийския университет „Климент Охридски“, където започва да работи върху дисертационен труд в областта на органомагнезиевите съединения. Негов ръководител е проф. Димитър Иванов, вече известен в България и в чужбина с научните му работи в тази област. Резултатите от съвместните изследвания на двамата са публикувани в поредица от 7 статии в Bull. Soc. Chim. Fr. (1931 г. – 1935 г.).
Димитър Иванов и Александър Спасов изследват реакцията на хлормагнезиевия фенилацетат (С6H5CH2COOMgCl) с етилмагнезиев бромид (C2H5MgBr) и въглероден диоксид (CO2). Те установяват, че при това взаимодействие се образува сложно органомагнезиево съединение (C6H5CH=C(OMgBr)OMgCl), което реагира с въглеродния диоксид и след подкисляване дава фенилмалонова киселина – C6H5CH(COOH)2. Така е открит първият представител на нов тип полифункционални органомагнезиеви съединения, известни днес като „Реактиви на Иванов“. Взаимодействието на тези реактиви с алдехиди води до образуване на β-хидроксикиселини – реакция, на която е дадено наименованието „Реакция на Иванов“.
След 1937 г. А. Спасов започва самостоятелни изследвания върху използване на магнезий в органичния синтез. Резултатите от тези изследвания са редица препаративни методи с киселинни хлориди и магнезий за получаване на естери с алкохоли (включително с трудно реагиращите ароматни терциерни алкохоли), ацилиране на феноли и други. Тези методи са цитирани и в поредицата Organic Syntheses, която публикува само възпроизводими методи, проверени от няколко референта.
Друга област, в която Ал. Спасов работи (с Иван Иванов) е взаимодействие на ароматни алдехиди с амоняк и хлоралхидрат [CCl3CH(OH)2] или бромалхидрат [CBr3CH(OH)2)], което води до до кристални шифови бази (R1R2C=NR'). Тази реакция, която протича почти количествено, дава възможност за препаративно изолиране на ароматните алдехиди от смеси с мастни алдехиди и кетони, които не реагират с хлорал- или бромалхидрат до стабилни продукти.
Изследователската дейност на Ал. Спасов обхваща още широк спектър от изследвания върху взаимодействието на: фенилхидразини (PhNHNH2) с различни органични съединения като β-хидроксикарбоксилни киселини до съответните хидразиди и тяхното циклизиране до пиразолидони (съвместно с Богдан Куртев); реакции с натриев амид (NaNH2), довели до създаване на ред препаративни методи за получаване на α-, β- и γ-триарилглутарови, β-арилакрилова киселина (ArCH=CHCOOH; съвместно със Ст. Робев) и 2,4,5-триарилимидазоли (Ал. Спасов, Ст. Робев и Д. Попов); реакции на хидразинхидрат с тиоамиди, водещи до получаване на амидразони (Ал. Спасов и Евгени Головински), взаимодействието на амидразоните с етилформиат (HCOOC2H5), хлоретилформиат (ClCOOC2H5), β-кетокарбоксилни киселини, β-дикетони и използването им при синтеза на различни хетеропръстенни съединения (Ал. Спасов, Е. Головински, Г. Демиров, Г. Русев, Н. Спасовска, З. Райков). Някои от разработените методи в тази област са включени в настолния за химиците справочник Houben-Weyl-Handbuch „Methoden der Organischen Chemie“.
Значително място в творчеството на Ал. Спасов заема изучаването (съвместно с Бисерка Панайотова) на взаимодействието на β-лактамите с органомагнезиеви реактиви и хидрогениращите агенти, водещи до отваряне на лактамния пръстен, установяване стереохимията на получените продукти, както и превръщането на лактамите в тиолактами с помощта на дифосфорен пентасулфид.
През 70-те и 80-те години, съвместно с Надежда Христова и Хозе Канети, Ал. Спасов продължава една тематика, започната през 50-те години с Боян Чемишев и Стефан Робев, върху озазони (бис-хидразони). Тези по-късни изследвания представляват съществен принос в изясняване структурата на ароматните бис-хидразони (съвместно с Н.Христова, Ст. Спасов и Р. Радеглиа) и водят до създаване на ЯМР метод за определяне на конфигурацията на тези съединения.
Трудовете на Александър Спасов с негови сътрудници са публикувани в международни научни списания и могат да се видят в специализираната търсачка Google Наука. Съавтори са известни наши химици: Иван Иванов, Богдан Куртев, Стефан Робев, Д. Попов, Евгени Головински, Георги Демиров, Н. Спасовска, З. Райков, Бисерка Панайотова, Боян Чемишев, Надежда Христова, Хозе Канети, Ст. Стоев и др.

## Преподавателска дейност
Курс по „Неорганична и органична химия“ за студенти по физика, медицина, агрономство, лесовъдство и ветеринарна медицина към Катедрата по органична химия на Физико-математическия факултет на Софийския университет (1941 – 1945)
Курс по „Физиологична химия“ за студенти по медицина (1944 – 1946) в Медицинския факултет на Софийския университет
Курс по „Химия“ за студенти по медицина (1947 – 1970) в Катедрата по медицинска химия на Висшия медицински институт, София.
Курс по „Ензимология“ в Биологическия факултет на Софийския Университет (1966).

## Награди и отличия
- 1977 – Първи лауреат на наградата за химични и биологични науки „Проф. д-р Асен Златаров“
- 1983 – „Заслужил деятел на науката“
- 1984 – Лауреат на Димитровска награда
- 1985 – Орден „Георги Димитров“

## Избрана библиография
- Александър Спасов. Основен курс по неорганична химия с общи основи на химията За студенти медици, зъболекари, ветеринари и естественици. София, Лито-печат, 1945
- Александър Спасов. Учебник по органична химия, София, Наука и изкуство, 1956, с. 363
- Александър Спасов. Основен курс по неорганична химия с физикохимия. София: Медицина и физкултура, 1958, с. 423
- Александър Спасов. Медицинска химия. Учебник за студенти медици и стоматолози. София, Медицина и физкултура, 1964, с. 534
- Александър Спасов и Д. Бакалов. Ръководство за лабораторни упражнения по химия. София, Медицина и физкултура, 1968, с. 220